# Linzey Cocker
Linzey Louise Cocker (Mánchester, 19 de mayo de 1987) es una actriz británica. Ha interpretado a Jade Webb en Drop Dead Gorgeous, a Josie en Wild Child, a Gwen en 4.3.2.1 ... The Countdown Begins y a Jess Fisher en Waterloo Road.

## Vida personal
Cocker está comprometida con Oliver Lee. La pareja recibió a su primera hija, Bow Anokee Lee, el 17 de enero de 2011.

## Filmografía
| Año  | Título                           | Papel |
| ---- | -------------------------------- | ----- |
| 2008 | Wild Child                       | Josie |
| 2008 | Is Anybody There?                | Tanya |
| 2008 | Salvage                          | Jodie |
| 2010 | 4.3.2.1 ... The Countdown Begins | Gwen  |
| 2010 | McQueen                          | Becky |

| Año       | Título                | Papel            |
| --------- | --------------------- | ---------------- |
| 2004      | Conviction            | Miriam           |
| 2004      | Barking               | Roxy             |
| 2004      | Drop Dead Gorgoeus    | Jade Webb        |
| 2006      | Shameless             | Zadie            |
| 2006      | The Innocence Project | Rhiannon         |
| 2006-2008 | Northern Lights       | Brooke Armstrong |
| 2006      | The Street            | Leanne McEvoy    |
| 2011      | Waterloo Road         | Jess Fisher      |
| 2015      | The Musketeers        | Jeanne           |
| 2017      | White Gold            | Sam              |